# Furah
furah（フラ）は、日本のシンガーソングライター。年齢不詳、性別不詳。

## 概要
- 2013年4月から2015年9月まで、かわさきエフエムのラジオ番組「パーリーメロディア」でラジオパーソナリティを務めエンディングで流れる"エンジェルは僕のそばに"は、furahの自作オリジナル曲。
- 演奏スタイルは、ギター1本で自作曲を弾き語りで歌う、自身が全ての楽器を演奏したInstrumentalの伴奏と自身で制作した映像を背景に歌う、バンドRųnnëwjà(ランニュージャ)のボーカルとして歌う3つがある。
- 演奏楽曲はfurahの自作オリジナル曲が大半だが、稀有に独自のアレンジでロック、ブルース、R&B、ジャズのスタンダードなどのカバーも歌う。
- 一部のファンはfurahの熱狂的な支持者であり、その中では伝説的な存在となっている。ライブハウスへの出演では、そのたびに名前を変えて出演する。偽名や変名などを使うので、当人かどうかの確認はステージに現れてはじめてわかる神出鬼没な一面を持つ。

| スタブアイコン | サブスタブ | この項目は、まだ閲覧者の調べものの参照としては役立たない、歌手に関連した書きかけの項目です。この項目を加筆・訂正などしてくださる協力者を求めています（P:音楽/PJ:芸能人）。 |